# إيان لونيرغان
إيان لونيرغان (بالإنجليزية: Ian Lonergan) هو لاعب كرة قدم أمريكي في مركز الدفاع، ولد في 16 يوليو 1999 في مانهاتان بيتش في الولايات المتحدة. لعب مع لوس انجلوس غالاكسي 2.